# Pavilly
Pavilly is een gemeente in het Franse departement Seine-Maritime (regio Normandië) en telt 6063 inwoners (2005). De plaats maakt deel uit van het arrondissement Rouen.

## Geografie
De oppervlakte van Pavilly bedraagt 14,2 km², de bevolkingsdichtheid is 427,0 inwoners per km².

## Verkeer en vervoer
In de gemeente ligt spoorwegstation Pavilly.
De onderstaande kaart toont de ligging van Pavilly met de belangrijkste infrastructuur en aangrenzende gemeenten.

## Demografie
Onderstaande figuur toont het verloop van het inwonertal (bron: INSEE-tellingen).